# Rhodophiala tiltilensis
Rhodophiala tiltilensis là một loài thực vật có hoa trong họ Amaryllidaceae. Loài này được (Traub & Moldenke) Traub miêu tả khoa học đầu tiên năm 1953.